# Louise de La Béraudière du Rouhet
Béraudière du Rouhet Lujza 1530-ban született, Louis de La Béraudière leányaként. Medici Katalin francia királyné udvarhölgyeként lett II. Henrik király szeretője. Lujza beceneve akkoriban a ,, gyönyörű Rouhet " volt. Szépségével még navarra királyát, Bourbon Antalt is elcsábította, akinek 1554-ben fiút szült, Károlyt. Károly 1594-ben Rouen érseke lett. Utána a navarrai királyi udvarból Poitou-ba távozott az asszony. 
Újabb fia született, ezúttal azonban II. Henriktől, Charles. 1564-ben leánya is született Henriktől, Klaudia. 1565-ben megözvegyült. Kastélyában olyan korabeli híres személyeket látott vendégül, mint Medici Katalin, Valois Margit (Henrik és Katalin leánya), Michel de Montaigne és François Rabelais. Tallard vikomtja, Claude de Clermont ugyancsak a hölgy csodálói közé tartozott. 1580-ban Robert de Combault (Arcis-sur-Aube ura) szeretője lett. 1586-ban hunyt el, körülbelül 56 esztendősen.